# Gries, Malta
Gries je naselje v Občini Malta v Okraju Špital ob Dravi  na Koroškem v Avstriji.